# Catocala lara

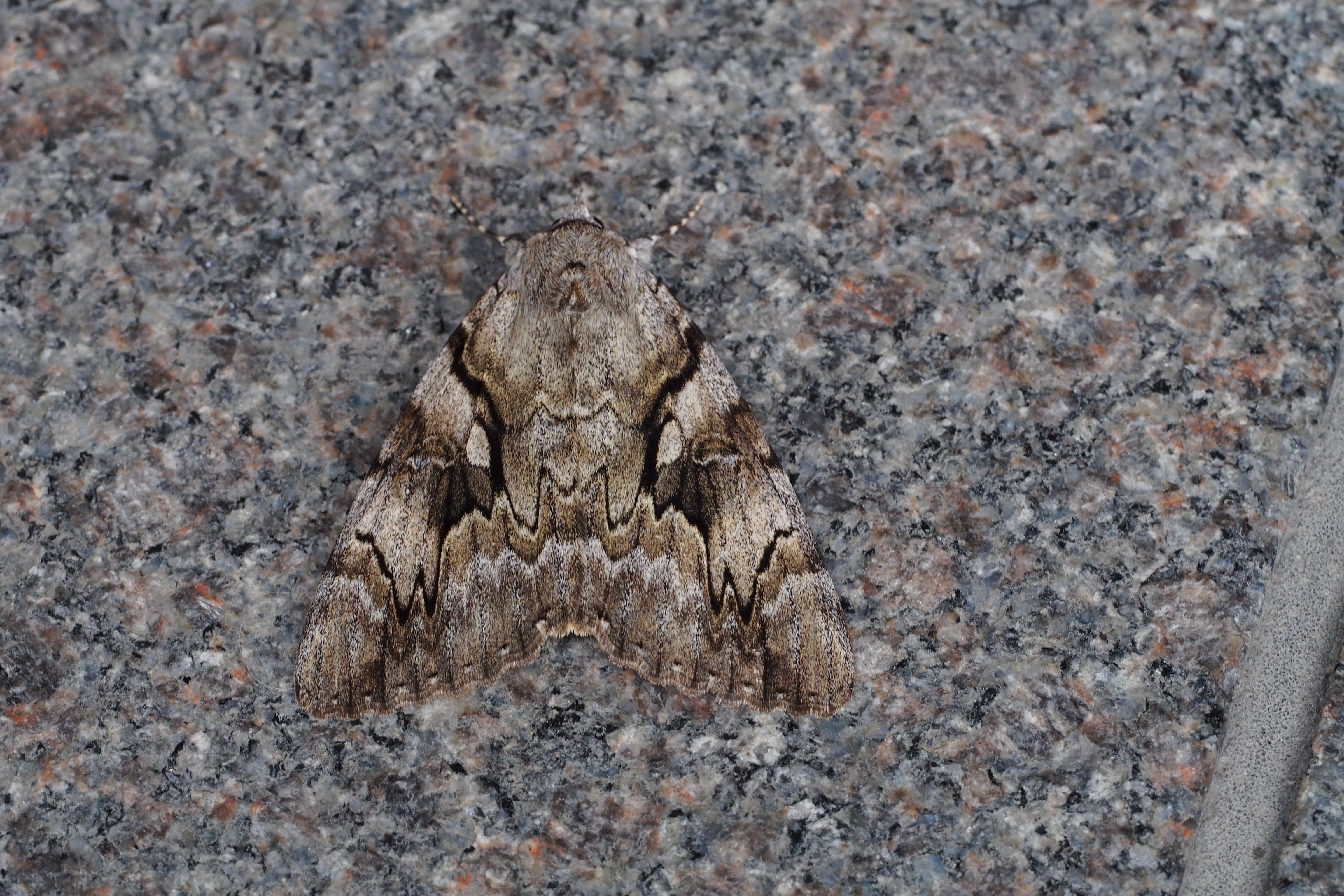
Falter in Ruheposition

Catocala lara ist ein in Ostasien vorkommender Schmetterling (Nachtfalter) aus der Familie der Eulenfalter (Noctuidae).

## Merkmale

### Falter
Die Falter erreichen eine Flügelspannweite von 70 bis 80 Millimetern.  Die Vorderflügeloberseite ist graubraun bis dunkelbraun marmoriert. Innere und äußere Querlinie sind schwarz und stark gezackt. Während die Nierenmakel meist nur angedeutet ist, hebt sich die darunter befindliche hellgraue Sub-Nierenmakel deutlich ab. Eine kräftige, gewellte, schwarze Linie verläuft schräg vom Vorderrand der Basalregion bis zur Sub-Nierenmakel. Auf der überwiegend schwarzbraun gefärbten Hinterflügeloberseite befindet sich ein hellgelbes Band, das im Halbkreis vom Vorder- zum Innenrand verläuft. Die Fransen sind schwarz und gelbweiß gescheckt.

### Ähnliche Arten
Da die zeichnungsmäßig ähnliche Catocala cerogama ausschließlich in Nordamerika vorkommt, gibt es keine geographische Überlappung mit Catocala lara.

## Verbreitung und Lebensraum
Catocala lara kommt in Japan sowie im Osten Russlands und Chinas vor. In der Provinz Shanxi ist sie durch die Unterart Catocala lara pallidamajor vertreten. Die Art besiedelt in erster Linie Wälder mit Lindenbestand.

## Lebensweise
Die nachtaktiven, univoltinen Falter sind schwerpunktmäßig im August anzutreffen. Sie besuchen künstliche Lichtquellen und Köder. Die Raupen ernähren sich von den Blättern von Lindenarten (Tilia). Details zur Lebensweise der Art müssen noch erforscht werden.